# Terapia di gruppo (film 1971)
Terapia di gruppo (Made for Each Other) è un film del 1971 diretto da Robert B. Bean.
Il film ripercorre la relazione di Pandora e Giggy, una coppia apparentemente incompatibile che si incontra in una sessione di terapia di gruppo e si innamora.

## Trama
Alla vigilia di Natale, Guido "Gig" Panimba e Pandora "Panda" Gold vagano cupamente per le strade di Manhattan e in seguito si uniscono a una riunione di terapia di gruppo di emergenza progettata per aiutare i partecipanti a rompere gli schemi autodistruttivi. Ogni persona elenca le proprie nevrosi, che vanno dall'enuresi notturna alla paranoia.
Quando è il turno di Panda, apprendiamo che è lì per la sua quarta sessione di emergenza. Si dichiara un fallimento come attrice, cantante, ballerina e donna, e si lancia in una lunga descrizione della sua vita e di molte storie d'amore disastrose. Veniamo a conoscenza del passato di Panda, in cui sua madre le assicura ripetutamente che sarà famosa mentre suo padre li abbandona ripetutamente per una relazione dopo l'altra. Per sfuggire alla sua infelice vita familiare, la giovane Panda si immerge nei film di Hollywood, spesso imitando star del cinema come Rita Hayworth. All'età di diciannove anni, Panda cerca di attirare l'attenzione di suo padre, convivendo con un cinese sposato. Quando suo padre viene a saperlo, muore di infarto e, al funerale, le sue numerose amanti incolpano Panda. Il suo prossimo fidanzato la lascia per un uomo. Lavora come conduttrice di un quiz televisivo e come performer in un nightclub, ma rinuncia a entrambe le professioni per andare a vivere in Inghilterra con il suo ultimo fidanzato, che ha sorpreso a dormire con altre due donne. Panda annuncia quindi con entusiasmo il suo "ritorno" in una prossima rivista di cabaret e invita tutti i partecipanti alla sessione a venire a vederla.
Gig, un nuovo arrivato in terapia, afferma di non avere problemi, e quando gli altri partecipanti lo spronano ad essere onesto, si alza per andarsene. Nel giro di pochi minuti, però, ritorna e annuncia di aver indotto la sua ultima ragazza a tentare il suicidio. Gig racconta il suo passato. I suoi genitori e le sue sorelle gli lasciano poca privacy e lo fanno sentire in colpa per i suoi impulsi sessuali. Dopo che sua madre lo convince che l'amore richiede purezza, Gig inizia a trattare le donne in modo crudele e alla fine cerca di entrare in seminario, ma viene sorpreso con una cameriera. Gig si unisce all'esercito, dove abbraccia un soldato nemico con gioia dopo aver appreso che non è morto. Tornato in America, Gig ritorna al college, dove la sua specializzazione in studi africani fa inorridire i suoi genitori. Si imbarca in una relazione dopo l'altra, lasciando ogni donna con il cuore spezzato fino all'ultima, che ha cercato di uccidersi.
All'incontro, alcune donne lo rimproverano, ma Panda è comprensivo. Dopo la sessione, Gig e Panda si mettono a parlare e finiscono per fare sesso nella macchina di lui. Mentre fa sesso, Panda gli dice di amarlo, ma dopo l'incontro, Gig le risponde freddamente e la congeda. Dopo un po' di incoraggiamento da parte dello psicoterapeuta, Panda chiama Gig nel tentativo di rimproverarlo per il suo trattamento nei suoi confronti, ma finisce per invitarlo a cena. Lì, si gode il cibo ma poi si prepara ad andarsene, promettendo di ritornare più tardi per fare sesso. Mentre esce, Panda gli urla dietro che non accetterà più di essere trattata male. 
Gig accetta con riluttanza il suggerimento di Panda di andare a vivere insieme, sperando di rompere il suo schema disfunzionale. Gig scopre di essere in grado di aprirsi con Panda e la aiuta a superare la sua incapacità di raggiungere l'orgasmo. Ignorando la disapprovazione di sua madre nei confronti di Gig, Panda si prepara ad andare in scena come attrice e insiste affinché Gig si unisca a loro. Più tardi, quando lei gli chiede la sua opinione, lui ammette di non averla capita, spingendo sua madre a scagliarsi contro di lui. Panda le chiede di andarsene, e più tardi in un bar chiede a Gig una critica più costruttiva. Dopo aver appreso che ha lavorato nello show per cinque anni, Gig esplode dicendo che lo spettacolo è orribile e afferma di averlo messo in imbarazzo. Panda corre fuori e Gig la segue, ma litigano per strada e alla fine si separano. Panda rincasa da sola e si rende conto che il suo spettacolo è orribile e che Gig aveva ragione. Nel frattempo, Gig vuole andare a letto con un'altra donna, ma si dimostra impotente.
Il giorno dopo, Panda si presenta a casa di Gig e fanno pace. Sapendo che sta andando a trovare i suoi genitori, insiste per andarci insieme e durante il tragitto lo esorta a presentarla come la sua ragazza. La numerosa famiglia di Gig sembra accogliente fino a quando non le chiedono come ha conosciuto Gig e lei racconta la lunga storia della terapia di gruppo. Presto, la madre di Gig le urla di andarsene e Gig le urla di rimando che deve scusarsi con Panda. Conclude che non parteciperà al loro matrimonio perché Panda è ebrea e le sue opinioni sono molto diverse dalle loro. Per dimostrare che Panda non è il tipo di Gig, il padre tira fuori una foto del primo amore di Gig. Gig decide di alzarsi e andarsene con Panda, mentre la sua famiglia urla dietro di loro.
In macchina, Gig inizia a prendere in giro i suoi genitori e i loro commenti su Panda. Tuttavia, Panda gli dice che alcuni dei loro commenti su di lei (in particolare le sue caratteristiche fisiche) erano accurati. Questo fa sì che Gig vada su tutte le furie, perché è d'accordo con i suoi genitori dopo tutte le cose brutte che hanno detto, quindi inizia a rimproverare anche lei, costringendola a scendere dall'auto. Panda si allontana, ma Gig la segue. Alla fine, dopo un sacco di discussioni, i due scoppiano a piangere e Gig ammette di amare davvero Panda e i due decidono di fidanzarsi.

## Botteghino
Il film ha incassato circa 1,5 milioni di dollari negli Stati Uniti e in Canada.